# Anatomie der Melancholie

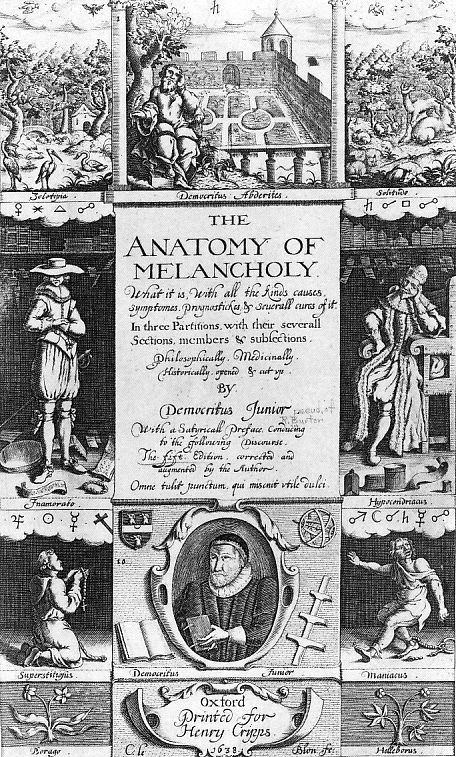
Frontispiz der Ausgabe von 1652

Anatomie der Melancholie (englisch The Anatomy of Melancholy. What it is, with all the kinds, causes, symptomes, prognostices & several cures of it. In three Partitions with their several Sections, members, and subsections. Philosophically, Medicinally, Historically, opened and cut up) ist das Hauptwerk des englischen Schriftstellers Robert Burton (1577–1640) und wurde erstmals 1621 unter dem Pseudonym Democritus Junior veröffentlicht.

## Entstehungsgeschichte
Robert Burton war anglikanischer Geistlicher und lebte als Gelehrter und Bibliothekar am Christ Church College in Oxford. Seine ersten literarischen Versuche – lateinische Gelegenheitsgedichte und das Lustspiel Philosophaster – waren unbedeutend und wenig erfolgreich. Er kannte die Melancholie (Depression) aus eigener Erfahrung und wollte mit der Anatomie „schreibend den Kummer vertreiben“ und anderen aus Mitgefühl helfen.
I'll change my state with any wretch,
Thou canst from gaol or dunghill fetch;
My pain's past cure, another hell,
I may not in this torment dwell!
Now desperate I hate my life,
Lend me a halter or a knife;
All my griefs to this are jolly,
Naught so damn'd as melancholy.
Mein Los, das tausch' ich auf gut Glück
mit jedem Mistkerl, Galgenstrick,
wie Höllenfeuer brennt die Qual,
ich muß heraus, hab' keine Wahl,
das Leben ist mir hassenswert,
wer leiht ein Messer, hält das Schwert?
Anderes Leid – Gold gegen die
 verfluchte Last: Melancholie.
Burton veröffentlichte sein Werk unter einem Pseudonym, um sich „ein wenig mehr Redefreiheit“ zu sichern. Den Namen wählte er nach dem griechischen Philosophen Demokrit, mit dem er sich jedoch nicht vergleicht und sich ausdrücklich keinerlei Ähnlichkeit anmaßt. Demokrit hatte sich ebenfalls dem Studium der Melancholie gewidmet, und Burton betrachtete sich als seinen Stellvertreter, um die Forschungen des Philosophen aufzugreifen und zum Abschluss zu bringen.
Das Buch erschien 1621 in englischer Sprache, denn für eine ursprünglich geplante lateinische Fassung hätte Burton, wie er selbst sagt, keinen Verleger gefunden. Überarbeitete und erweiterte Auflagen folgten 1624, 1628, 1632, 1638 und 1651–52 (postum).

## Inhalt
Anatomie der Melancholie ist eine Zusammenstellung historischer, philosophischer und psychologischer Betrachtungen zum Thema Melancholie (Depression) aus zwei Jahrtausenden. Burton spannt den Bogen von den Psalmen der Bibel über die griechischen Philosophen bis zu den humanistischen Gelehrten; er zitiert römische Dichter, christliche Theologen und erarbeitet eine umfassende medizingeschichtliche Bestandsaufnahme von Hippokrates, Galenos und Avicenna bis zu Hildesheim und Paracelsus.  Er legt Wert darauf, seine Quellen anzuführen, und belegt seine Angaben minutiös; der Anmerkungsapparat umfasst mehr als 6800 Fußnoten, davon allein das Vorwort über 800.
Burton präsentiert jedoch keine neuen Erkenntnisse, er bezeichnet sein Buch im Vorwort sogar ironisch als Potpourri oder Kompilation, als „Rhapsodie der von allen möglichen Abfallhaufen zusammengeklaubten Lumpen, [...] zusammengeschustert, skurril, nutzlos“.
Die Darstellung erfolgt nicht chronologisch, sondern orientiert sich an systematischen Gesichtspunkten und gliedert sich in folgende Abschnitte:
- Demokritus Junior ad librum suum (Demokritus Junior an sein Buch, ein lateinisches Gedicht)
- The Argument of the Frontispiece (eine Erläuterung des Frontispiz’ in Versform)
- The Author's Abstract of Melancholy, Διαλογῶς (Melancholie – Abriß des Autors, ein Gedicht)
- Demokritus Junior to the Reader (Demokrit Junior an den Leser, eine satirische Vorrede)
- Danach folgen die drei Hauptabschnitte (Partitions):
  - Der erste Teil behandelt die Arten, Ursachen und Symptome der Melancholie,
  - das zweite Buch erörtert die Möglichkeiten, sie zu heilen,
  - der dritte Abschnitt widmet sich der Melancholie in der Religion und der Liebe.

## Rezeption
- „Ein Buch ohne Beispiel: alexandrinisch und verrückt, gelehrt und irre, der Scholastik verpflichtet und, wenn man so will, Jean Paul präludierend.“ (Walter Jens)[6]
- „Schwanengesang der autoritären Scholastik“ (Holbrook Jackson)[7]
- „ein bizarres Werk“, „eines der ungewöhnlichsten und zugleich erfolgreichsten Bücher des 17. Jahrhunderts.“ (Eugenio Garin)[8]
- „Dieser Dilettant, [...] von dem jeder zu wissen glaubte, daß er sich längst um sein Restchen Kreativität studiert habe, schreibt ein Meisterwerk, [...] entpuppte sich als virtuoser Erzähler, Zitatenequilibrist und Naturtalent in Sachen Seelenkunde.“ (Ulrich Horstmann)[9]